# Ivan Schranz
Ivan Schranz (* 13. September 1993 in Bratislava) ist ein slowakischer Fußballspieler.

## Karriere

### Verein
Aus der U19 von Inter Bratislava wechselte Ivan Schranz im Sommer 2009 zu der des FC Petržalka, bei dem er im darauffolgenden Sommer in die erste Mannschaft aufstieg. Anfang 2012 wechselte er zu Spartak Trnava, wo er im Mai 2012 sein Debüt in der ersten Liga gab. Mit Spartak Trnava spielte er 2014 in der Europa League. Im Februar 2015 wurde er für den Rest der laufenden Spielrunde an Sparta Prag verliehen, wo er jedoch lediglich zwei Mal im Pokal eingesetzt wurde. So kehrte er wieder nach Trnava zurück und wechselte zur Saison 2017/18 erneut nach Tschechien – diesmal auf fester Basis zu Dukla Prag. Im Januar 2019 wechselte er ablösefrei nach Zypern zu AEL Limassol. Nach einem halben Jahr kehrte er nach Tschechien zurück und schloss sich Dynamo Budweis an. Für die Spielzeit 2020/21 zog es ihn weiter zum FK Jablonec und seit Mitte 2021 steht er bei Slavia Prag unter Vertrag. In der Europa League 2023/2024 erreichte er mit Slavia Prag das Achtelfinale.

### Nationalmannschaft
Nach der slowakischen U17 und der U19 kam Schranz ab November 2012 für die U21 zum Einsatz. Mit dieser nahm er an mehreren Freundschafts- und Qualifikationsspielen teil, erreichte mit seinem Team aber nie die Endrunde eines Turniers.
Für die slowakischen A-Nationalmannschaft debütierte er am 4. September 2020, als er bei einer 1:3-Niederlage gegen Tschechien in der Nations League 2020/21 zur 65. Minute für Róbert Boženík eingewechselt wurde. In der 88. Minute erzielte er sein erstes Länderspieltor. Nach weiteren Spielen in diesem Wettbewerb kam er ab März 2021 auch in der Qualifikation für die Weltmeisterschaft 2022 zum Einsatz. Nach vier Partien in der Nations League 2022/23 kam er ab Juni 2023 in der Qualifikation für die Europameisterschaft 2024 bei fünf Partien zu Spielzeit. Bei der Europameisterschaft traf er während der Gruppenspiele zwei Mal.

## Erfolge
- Torschützenkönig der Europameisterschaft: 2024 (mit Cody Gakpo, Harry Kane, Georges Mikautadze, Jamal Musiala und Dani Olmo)